# Charlbi Dean
Charlbi Dean Kriek (ur. 5 lutego 1990 w Kapsztadzie, zm. 29 sierpnia 2022 w Nowym Jorku) – południowoafrykańska aktorka oraz modelka. Najbardziej znana była z ról w filmach Spud (2010–2013), a także w serialu dramatycznym o superbohaterach Czarna błyskawica (2018) i zdobywcy Złotej Palmy W trójkącie (2022).

## Wczesne życie i kariera
Urodziła się i wychowała w Kapsztadzie. Zaczęła pracować jako modelka w wieku sześciu lat, pojawiając się w reklamach i katalogach. Podpisała umowę z Alfa Model Management, gdy miała 12 lat, a od 14 roku życia uczyła się w domu. W swojej karierze podróżowała między Kapsztadem, gdzie uczęszczała do Waterfront Theatre School, a Tokio, Nowym Jorkiem i Londynem.
W 2009 roku wraz z Ashton Schnehage przeżyły wypadek samochodowy, w wyniku którego usunięto jej śledzionę. Była hospitalizowana w Milnerton Medi-Clinic. Po wypadku zrobiła przerwę w karierze.
W 2010 roku zadebiutowała jako aktorka w filmowej adaptacji Spud jako Amanda, którą zagrała ponownie w sequelu Spud 2: The Madness Continues. Następnie zagrała w filmach Don't Sleep w 2017 i Wywiad z Bogiem w 2018 roku. W tym samym roku dostała rolę Syonide, powracającej postaci, którą grała przez dwa sezony serialu DC Universe Black Lightning. W 2020 roku dołączyła do obsady filmu Rubena Östlunda W trójkącie (2022), w którym zagrała jedną z głównych ról.

## Życie prywatne i śmierć
Była zaręczona z innym południowoafrykańskim modelem Lukiem Volkerem.
Zmarła 29 sierpnia 2022 roku w Nowym Jorku w wieku 32 lat z powodu sepsy. Wedle upublicznionego w grudniu 2022 wyniku autopsji pośrednią przyczyną śmierci był brak śledziony.

## Wybrana filmografia
- 2010: Spud, jako Amanda;
- 2012: Death Race: Inferno, jako Clamity J
- 2013: Spud 2: The Madness Continues, jako Amanda;
- 2016: Czas pacyficzny, jako Pheebee
- 2017: Don't Sleep, jako Shawn Edmon
- 2018: Czarna błyskawica, jako Syonide
- 2018: Wywiad z Bogiem, jako Grace
- 2022: W trójkącie, jako Yaya